# Channay-sur-Lathan
Channay-sur-Lathan è un comune francese di 821 abitanti situato nel dipartimento dell'Indre e Loira nella regione del Centro-Valle della Loira.

## Società

### Evoluzione demografica
Abitanti censiti